# Comté de Yell
Pour les articles homonymes, voir Yell.
Le comté de Yell est un comté de l'État de l'Arkansas, aux États-Unis. Ses sièges sont Danville, pour le district ouest, et Dardanelle, pour le district est. C'est un dry county.

## Démographie
Lors du recensement de 2010, il comptait 22 185 habitants. 
| 1850  | 1860  | 1870  | 1880   | 1890   | 1900   |
| ----- | ----- | ----- | ------ | ------ | ------ |
| 3 341 | 6 333 | 8 048 | 13 852 | 18 015 | 22 750 |

| 1910   | 1920   | 1930   | 1940   | 1950   | 1960   |
| ------ | ------ | ------ | ------ | ------ | ------ |
| 26 323 | 25 655 | 21 313 | 20 970 | 14 057 | 11 940 |

| 1970   | 1980   | 1990   | 2000   | 2010   | - |
| ------ | ------ | ------ | ------ | ------ | - |
| 14 208 | 17 026 | 17 759 | 21 139 | 22 185 | - |